# DAF
DAF je jeden z největších výrobců nákladních automobilů v Evropě. Společnost byla založena v roce 1928 Hubem van Doorneem. Od roku 1996 patří do skupiny Paccar Inc. Má výrobní závody v Eindhovenu (Nizozemsko) a ve městě Westerlo (Belgie).

## Historie
1. dubna 1928 Hub van Doorne založil malou strojírenskou dílnu Hub van Doorne, Machinefabriek en Reparatie-inrichting. Původně firma se čtyřmi zaměstnanci prováděla opravy kanálových člunů, které v Eindhovenu zastavovaly. Následně začali vyrábět pro firmu Philips zábradlí a stojany na kola. Na konci prvního roku měla dílna 32 zaměstnance. V roce 1933 začala firma vyrábět přívěsy a návěsy, které v té době jako jedni z prvních svařovali elektrickým proudem. V roce 1936 firma změnila název na Van Doorne's AanhangwagenFabriek - Van Doorneova továrna na přívěsy (DAF) a do výroby se dostal unikátní vynález - rozebíratelný kontejnerový přívěs, což firmu dostalo na první místo dodavatelů kontejnerových přívěsů na světě. V průběhu 2. sv. války byly postaveny tři prototypy nákladních vozidel. V roce 1949 začal DAF vyrábět nákladní automobily. V roce 1950 se výroba přesunula do dnešních prostor. V té době vyráběl DAF 4 modely: jednotunu A10, třítunu A30, pětitunu A50 a šestitunu A60. Ve vozech se používaly motory Hercules (zážehový) nebo Perkins (vznětový).
V roce 1956 bylo rozhodnuto o výrobě vlastních motorů v licenci Leyland a o rok později začala jejich výroba. Brzy začal vyrábět i motory vlastní konstrukce, které vybavoval jako jeden z prvních výrobců i turbodmychadlem. V roce 1957 představil DAF novou řadu nákladních vozů, označenou 2000 a v roce 1958 svůj první osobní vůz DAF 600, vybavený automatickou převodovkou. V roce 1962 představil řadu 2600, v roce 1972 řadu 2800 a stal se prvním výrobcem, který používal u turbodmychadla mezichladič stlačeného vzduchu. V roce 1975 prodal DAF Volvu divizi osobních automobilů (celkem jich vyrobil 820 000) a představil řady F 700 a F 900. V roce 1979 byla ukončena výroba přívěsů a představen spací modul Topsleeper. V roce 1982 vůz firmy vyhrál Rallye Paříž-Dakar a v roce 1984 byl vyroben 250 000. nákladní vůz.
Kabina SpaceCab byla představena v roce 1985 a o rok později nové řady 400, 600, 800 a 1000, o další rok později (1987) přebrala společnost DAF firmu Leyland (jejich spolehlivé motory paradoxně pomohly DAFu udělat si dobré jméno) a představila řadu 95, která byla následující rok oceněna titulem Truck of the Year. V roce 1991 nastoupila řada 45 a v roce 1992 řady 75 a 85, o rok později byla založena společnost DAF Trucks N.V. V roce 1996 se Paccar stal mateřskou společností DAFu.
V roce 1997 následovalo představení řady 95XF, která byla rovněž o rok později zvolena Mezinárodním truckem roku. V roce 1999 byl vyroben půlmiliontý nákladní vůz. V letech 2001 až 2002 byly představeny současné řady CF, LF a XF.

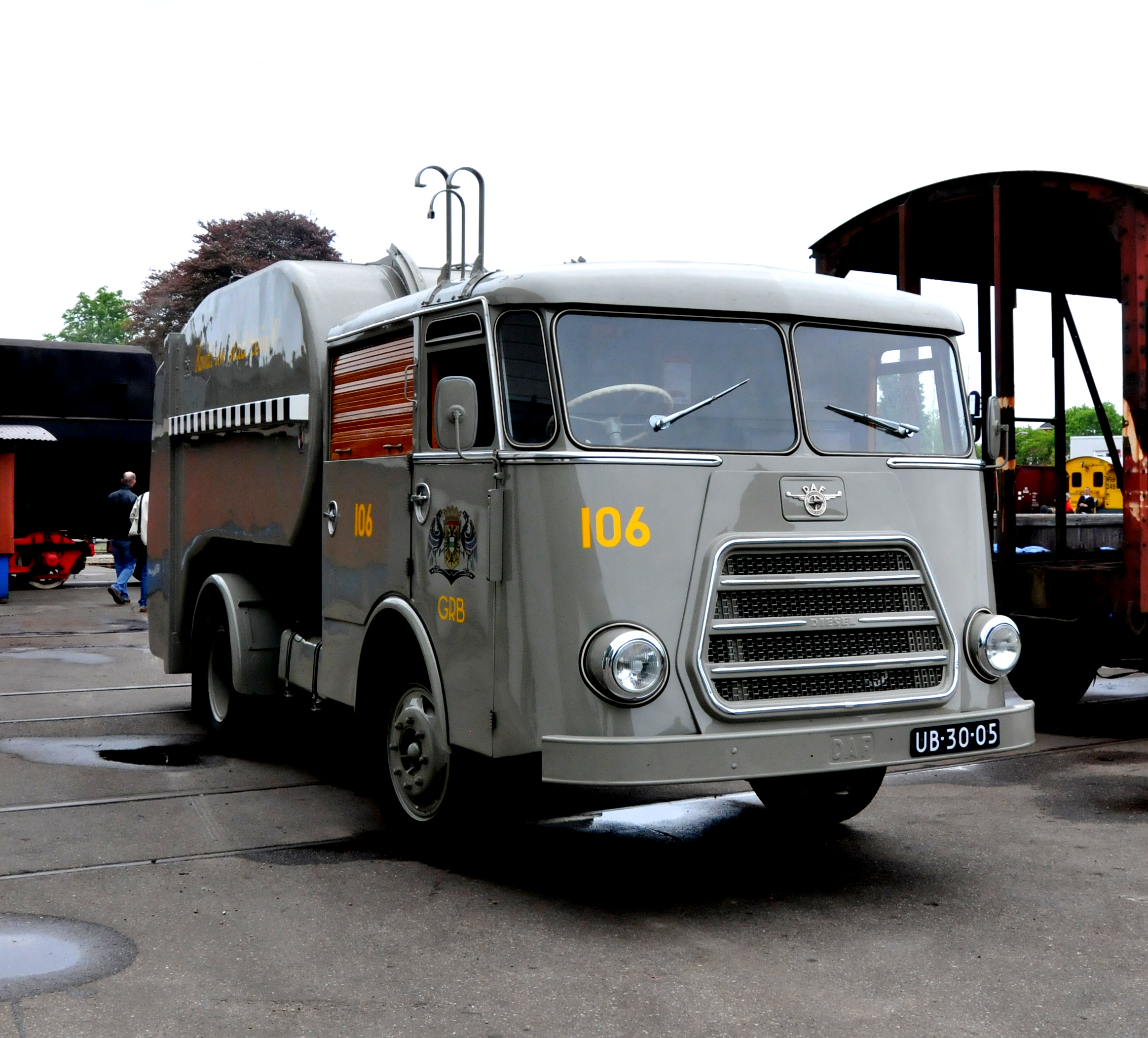
DAF type G1300DA325
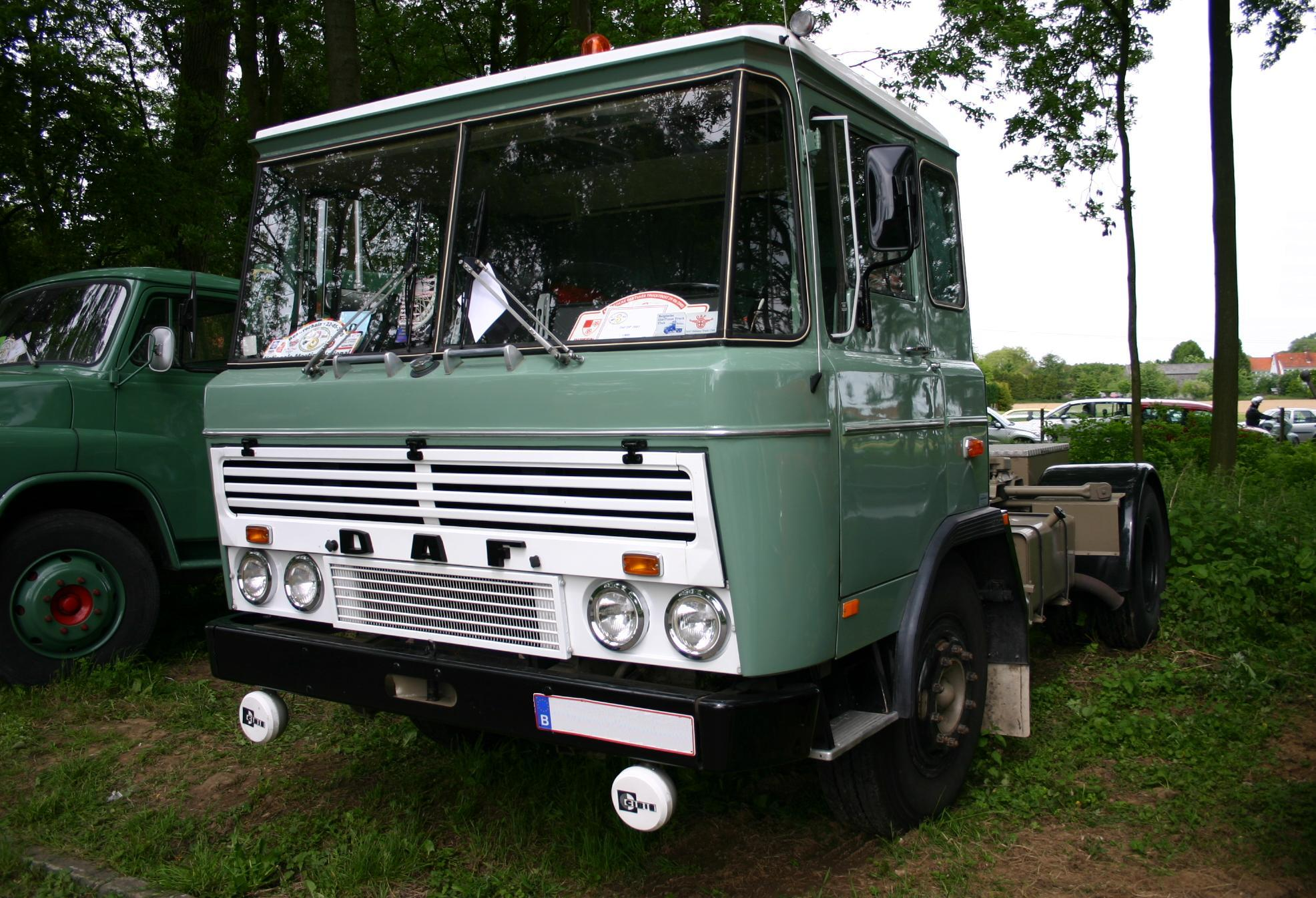
DAF 2600
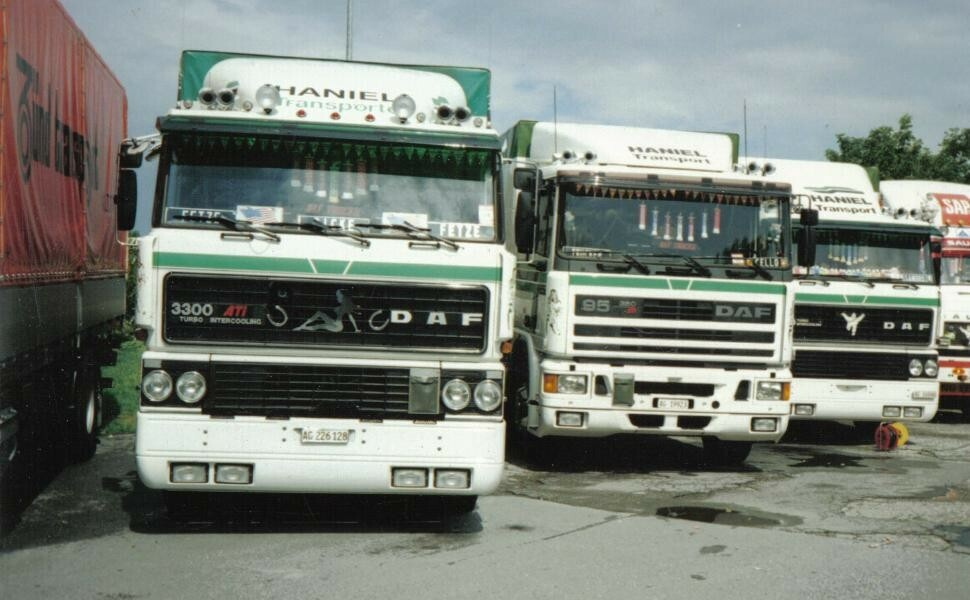
DAF 3300 a DAF 95ATi
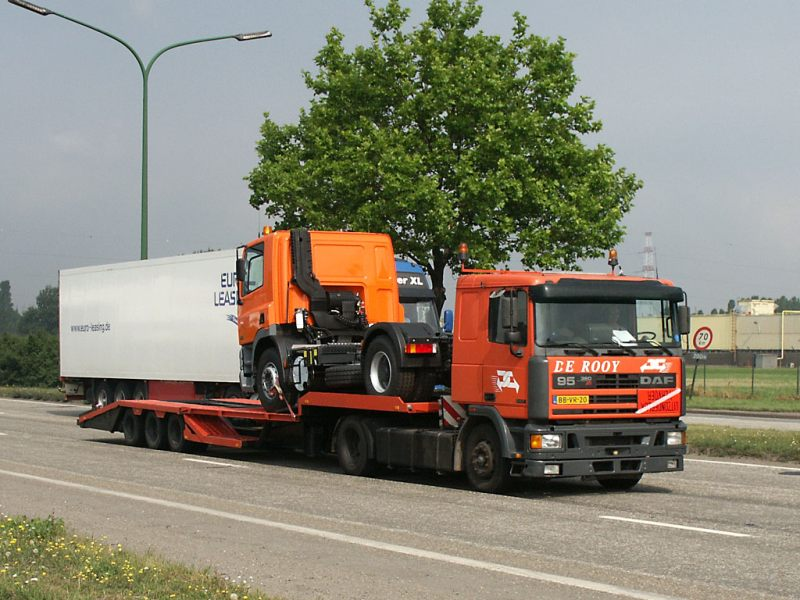
DAF 95ATi
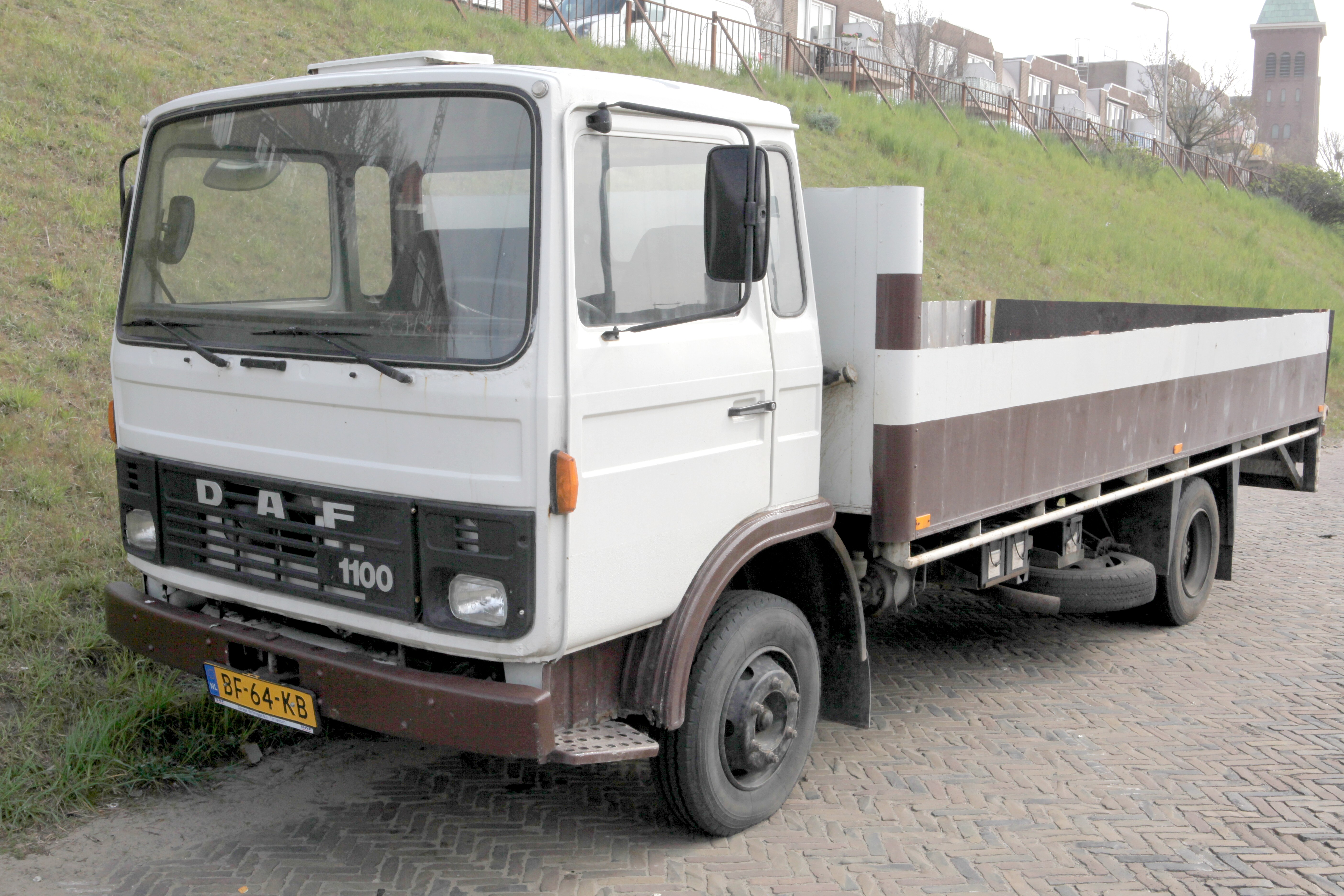
DAF 1100
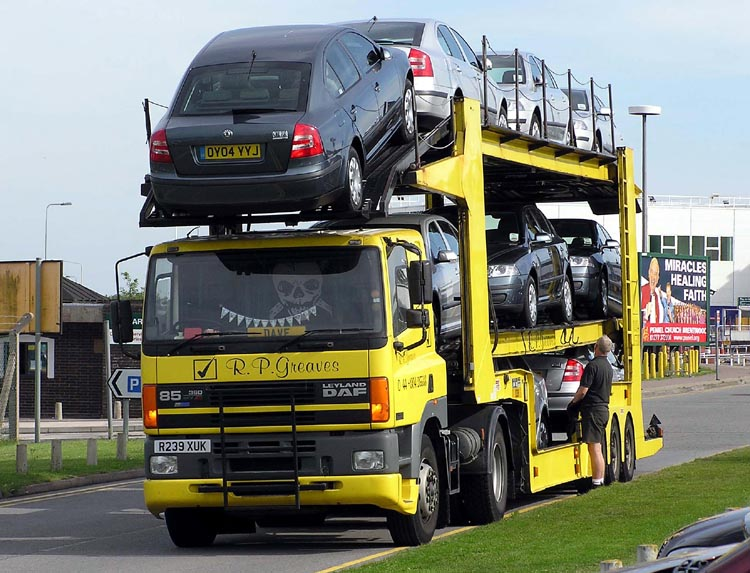
Leyland-DAF CF85 (Verze s pravostranným řízením)
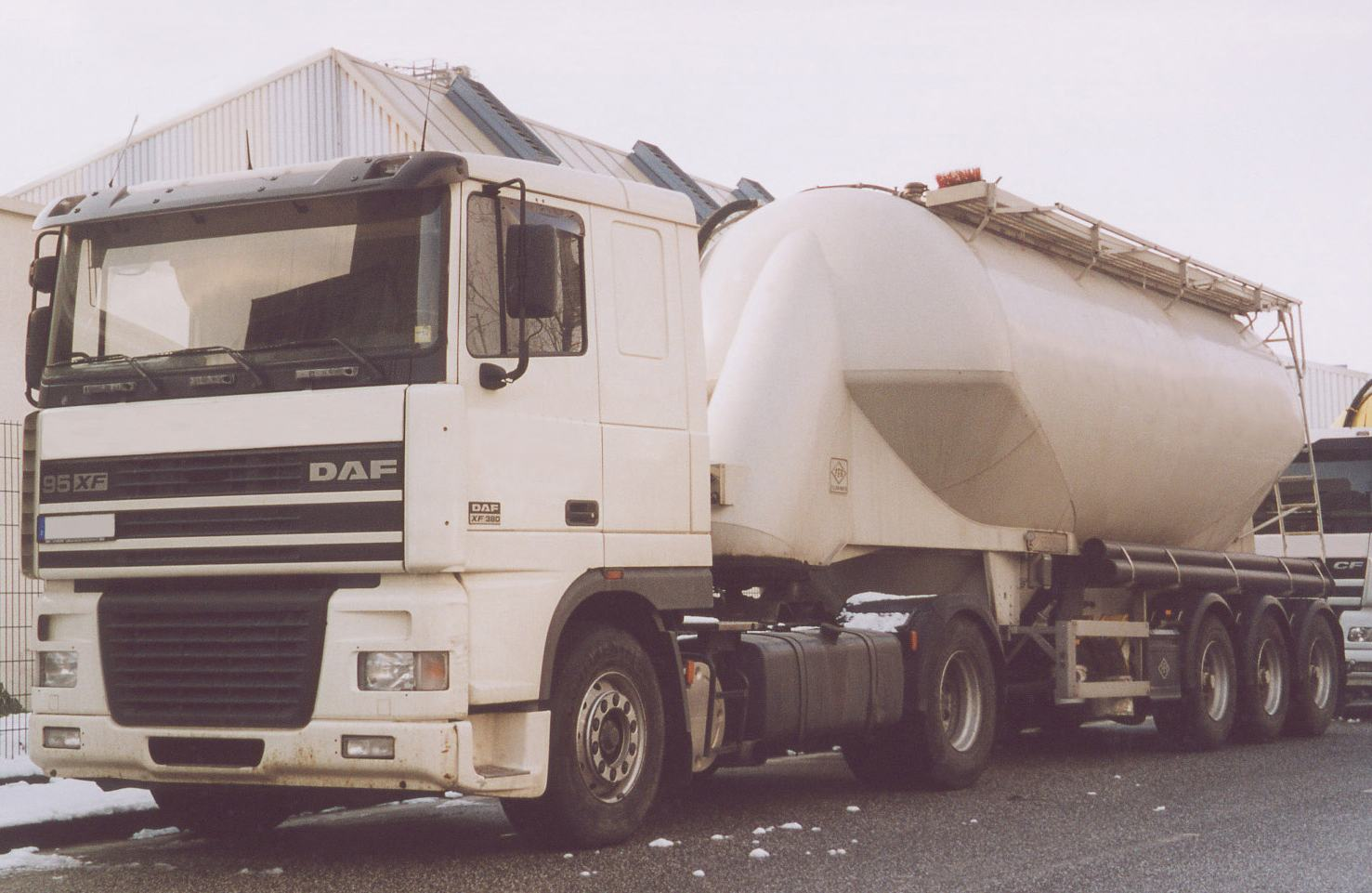
DAF 95XF Euro 2
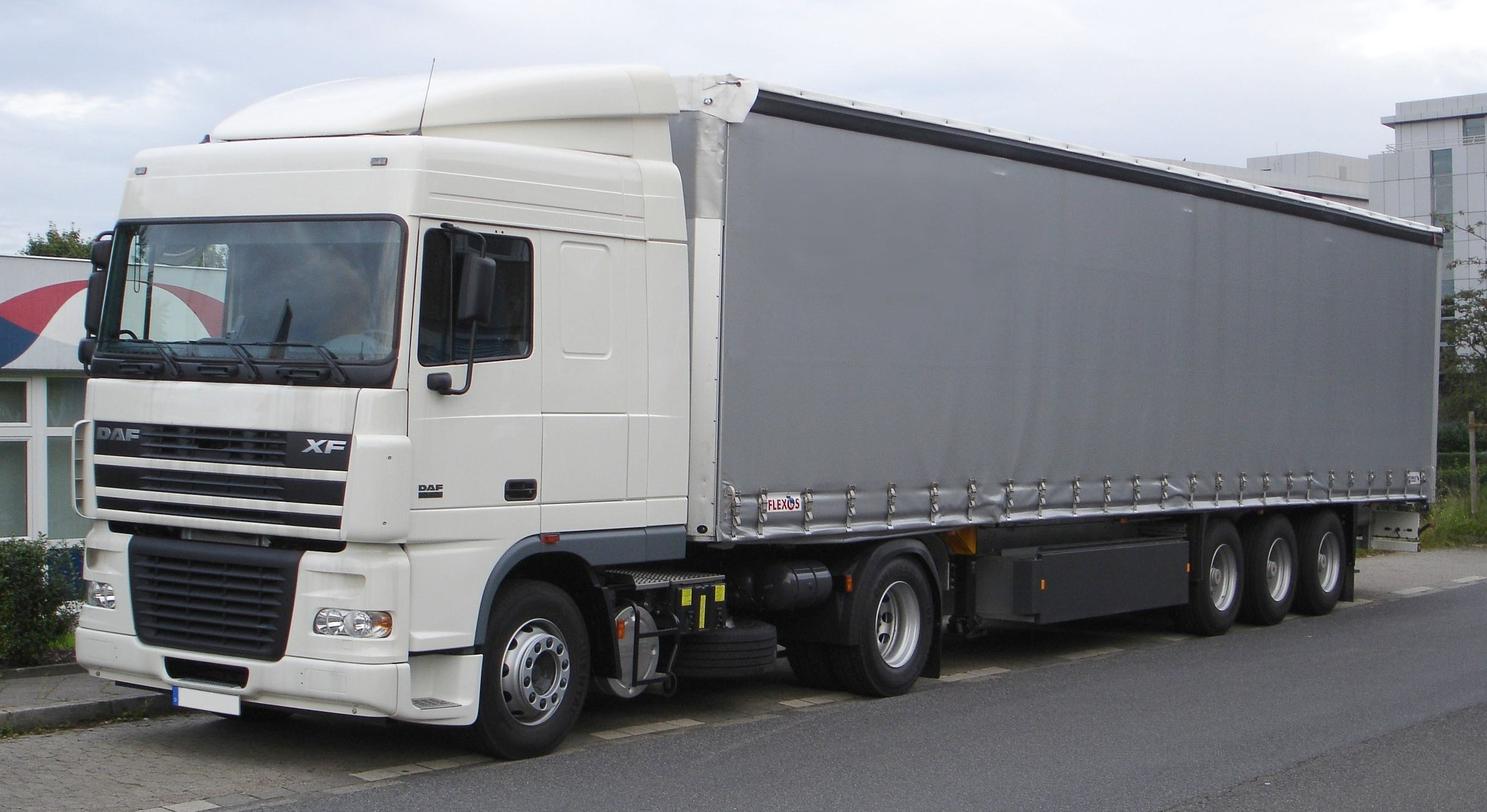
DAF XF95 Euro 3
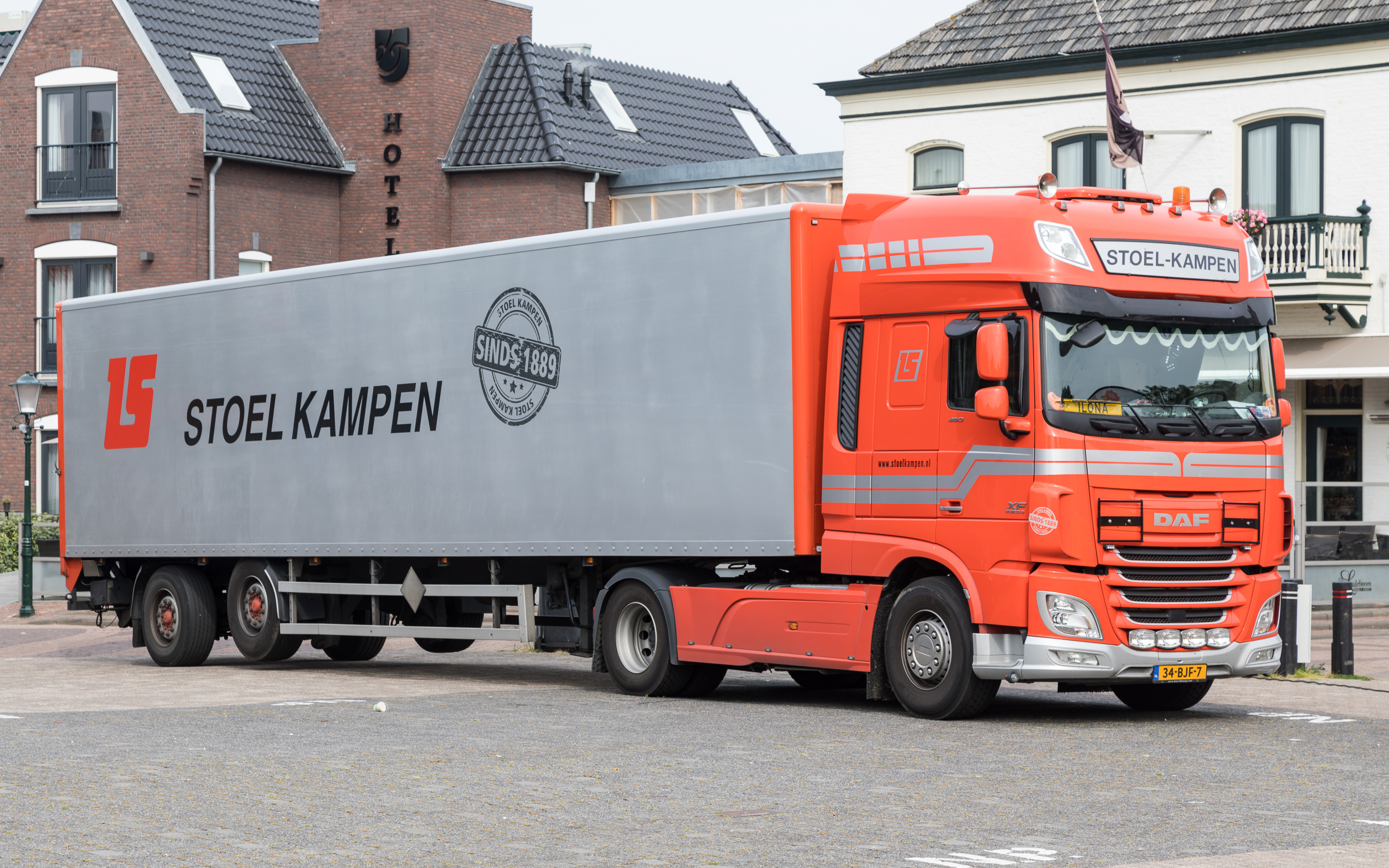
DAF XF106 Euro6
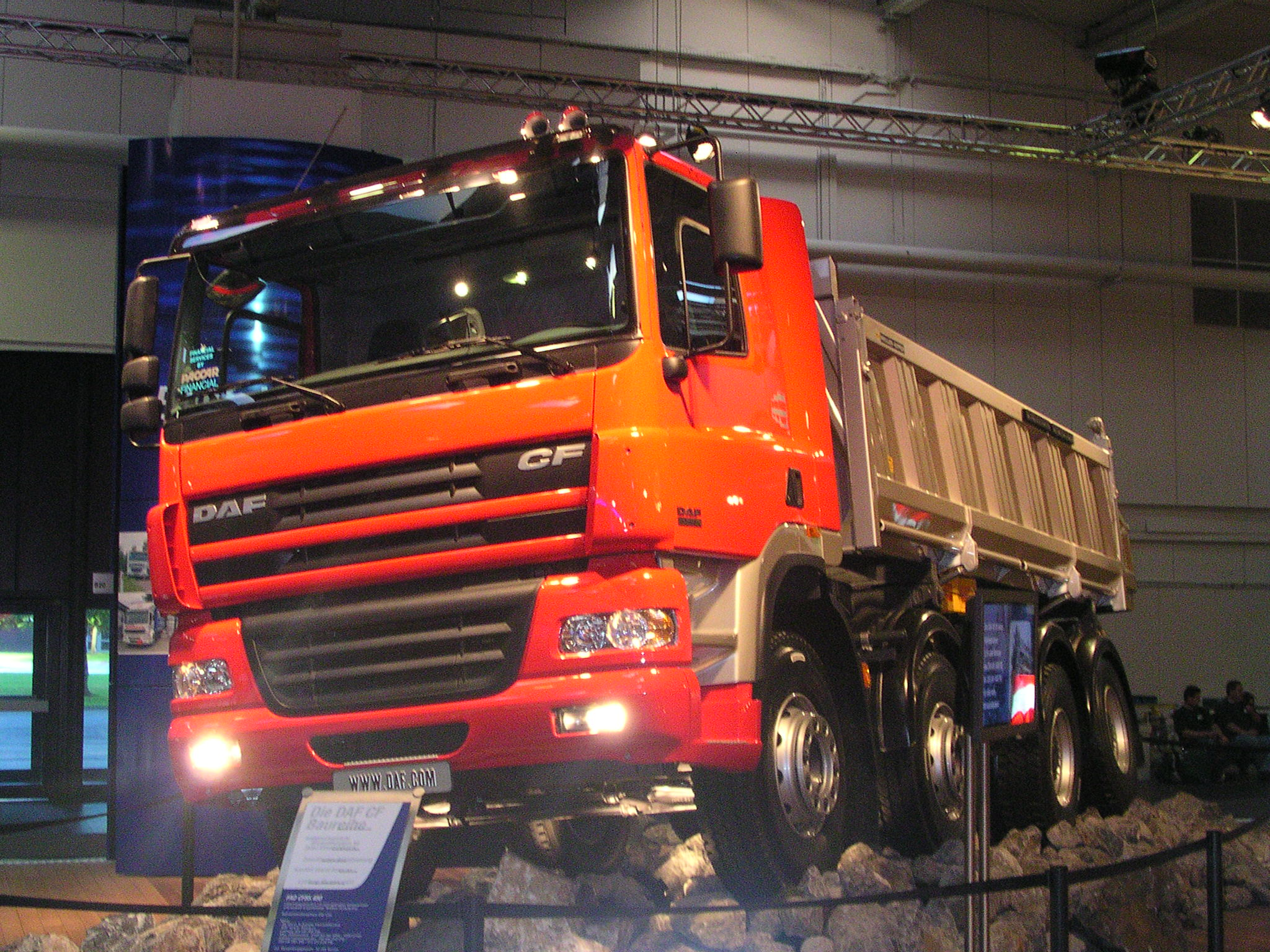
DAF CF
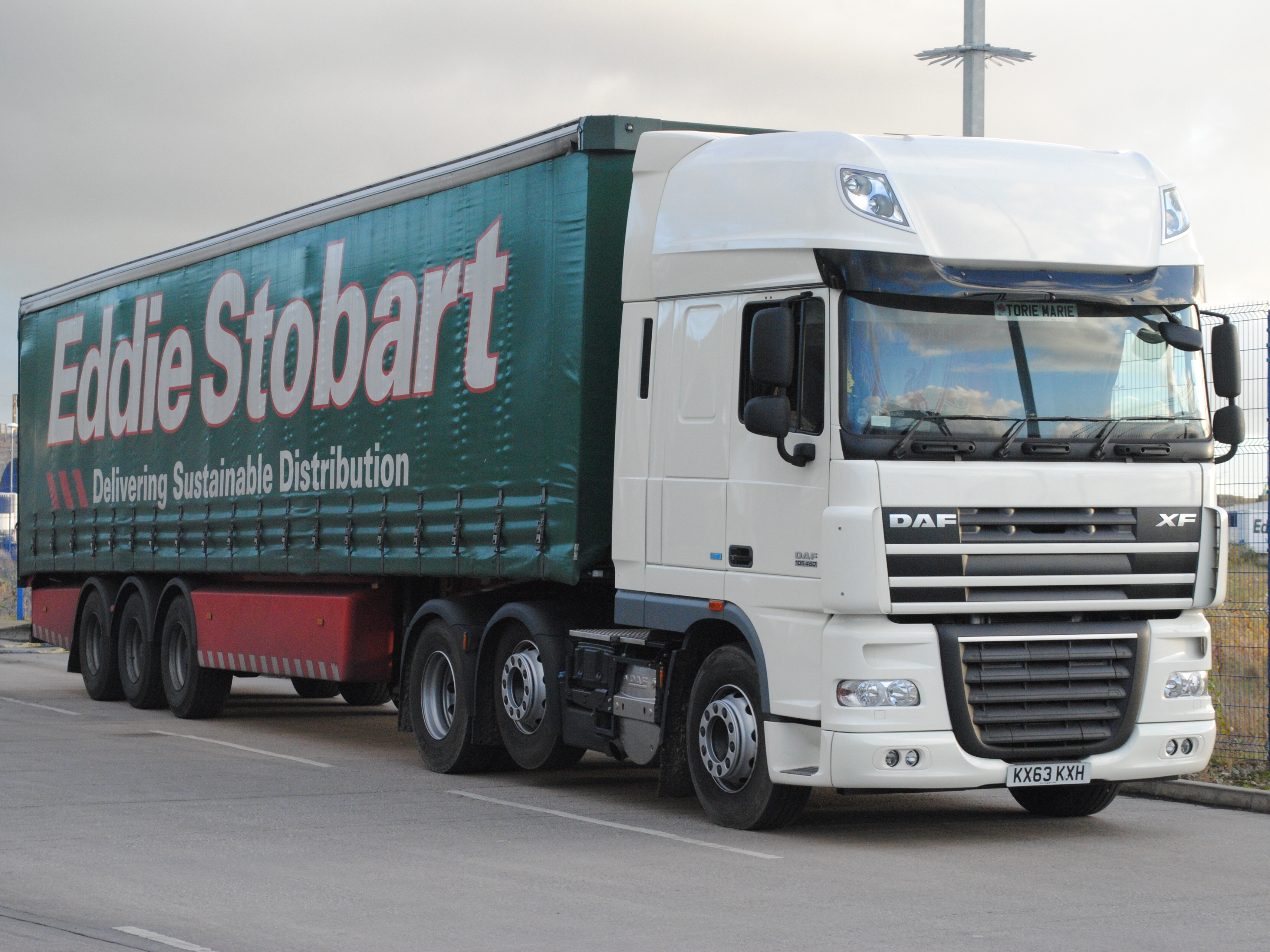
DAF XF105 Euro 4/5